# Roger III. de Tosny
Roger III. de Tosny († um 1160) war ein normannischer Adliger aus dem Haus Tosny. Er war Herr von Tosny, Conches-en-Ouche und Nogent-le-Roi sowie von Flamstead in Hertfordshire. Er war der Sohn Raouls III. de Tosny und Adelheids von Northumbria.

## Leben
Er folgte seinem Vater 1126. Zu dieser Zeit regierte der englische König Heinrich I. die Normandie mit eiserner Hand. Nach außen jedoch ließ er den Baronen, auch dem kriegerischen Roger de Tosny, freie Hand. Im Chartrain (Grafschaft Chartres), wo sich seine Burg Nogent-le-Roi, früher Nogent-l’Érambert genannt, befand, kämpfte er 1133 gegen Hugo von Châteauneuf.
In den letzten Jahren Heinrichs I. drängte sein Schwiegersohn, Graf Gottfried V. von Anjou auf die Nachfolge in der Normandie. Um hier vor dem Tod des Königs zum Erfolg zu kommen, traf er Absprachen mit mehreren normannischen Baronen, darunter Roger de Tosny und Wilhelm III. Talvas von Ponthieu, denen der misstrauische König unter anderem dadurch begegnete, dass er eine Garnison in Rogers wichtigste Burg in Tosny setzte. Wenig später, im Dezember 1135, starb Heinrich.
Gottfried von Anjou reaktivierte seine Verbindungen in der Normandie und bemächtigte sich des Herzogtums, stieß aber auf Parteigänger des Neffen des verstorbenen Königs, Stephan von Blois, der soeben in England gekrönt worden war – in der Normandie brach Krieg aus. Roger de Tosny war nun einer der aktivsten Parteigänger des Grafen von Anjou. Er griff seinen mächtigen Nachbarn Robert de Beaumont, Earl of Leicester und Baron von Breteuil-sur-Iton, an, einen treuen Anhänger Stephans, den er in der Burg Le Vaudreuil gefangen setzen konnte. Seine Taten erforderten das Eingreifen erst der Grafen Galéran IV. de Meulan, Stellvertreter des Königs in der Normandie, später dann des Grafen Theobald II. von Champagne, Stephans Bruder. Galéran konnte Roger 1136 in der Nähe von Louviers gefangen nehmen, allerdings kam Roger innerhalb von sechs Monaten auf Befehl Stephans wieder frei, der dadurch einen neuen Verbündeten zu gewinnen hoffte. Als Stephan aber wieder auf der Insel war, revoltierte Roger 1138 erneut, woraufhin Galéran und Wilhelm von Ypern das Gebiet um Conches verwüsteten. Mit Unterstützung seines Schwagers, Graf Balduin IV. von Hennegau, antwortete Roger mit dem Niederbrennen von Breteuil, einem Lehen Roberts von Leicester. Schließlich schlossen Galéran, Robert und Roger Frieden. Es ist möglich, dass eine der Klauseln des Vertrages die Heirat zwischen Rogers Sohn Raoul, und Marguerite, einer Tochter Roberts de Beaumont, war. Anschließend reiste Roger de Tosny 1138 nach England zu König Stephan, um sich mit ihm zu versöhnen. Danach wird er in der Chronik des Ordericus Vitalis nicht mehr erwähnt.
Um 1150 gründete Roger das kleine Frauenkloster in Flamstead. Im Jahr 1160 schließlich bemächtigte sich König Ludwig VII. von Frankreich während seines Kriegs mit König Heinrich II. von England der Burg Nogent-le-Roi, die er aber wieder zurückgab. Es ist allerdings unklar, ob Roger III. de Tosny zu diesem Zeitpunkt noch lebte.

## Nachkommen
Mit seiner Ehefrau Ida von Hennegau, der Tochter des Grafen Balduin IV. von Hennegau, hatte er zwei Söhne:
- Raoul († 1162), ⚭ Marguerite de Beaumont
- Baudouin de Tosny († 1170)